# Marouane Fellaini
Marouane Fellaini-Bakkioui (Etterbeek, Bruselas, Bélgica, 22 de noviembre de 1987) es un exfutbolista belga de ascendencia marroquí. Jugaba como mediocentro y su último equipo fue el Shandong Luneng Taishan de la Superliga de China. Se destacó por su buen remate de cabeza, su recuperación de balones y su gran polivalencia.

## Trayectoria

### Juvenil
Fellaini empezó a jugar al fútbol en 1994. Su debut lo hizo con el Anderlecht equipo belga. En 1997 cambió de equipo y se fue al RAEC Mons en Valonia. En el año 2000 Fellaini empezó a jugar para el Royal Francs Borains, un equipo de la Tercera División belga. Después de dos años, se mudó al Sporting Charleroi.

### Standard de Lieja
Cuando tenía 17 años, el centrocampista firmó su primer contrato profesional para el Standard de Lieja. Fue el entrenador holandés Johan Boskamp quien lo seleccionó para formar parte del primer equipo, lanzándolo así camino al éxito. Fellaini contaba con 17 años cuando hizo su debut en un partido contra su anterior equipo y de inmediato causó buena impresión. Incluso después del despido de Boskamp, el talentoso jugador convenció también al nuevo entrenador Michel Preud’homme.
Un año después de su debut, Marouane manifestó estar descontento con su sueldo y amenazó con abandonar a su club, basado en una ley belga que le habría permitido romper su contrato unilateralmente. El Standard de Lieja no quería perder a uno de sus jugadores estrella y terminó por ofrecerle un mejor contrato.
Durante su período en Lieja, Fellaini jugó al lado de otros talentos jóvenes como Steven Defour, Axel Witsel y Dieumerci Mbokani. En la temporada 2006-2007 el equipo alcanzó el final de la copa de Bélgica, que perdió 1-0 ante el Club Brujas KV. El mayor éxito de Almonacid en la ciudad ardiente fue la conquista del campeonato en la temporada 2007-2008, lo que significó para el Standard de Lieja su primer título en 25 años. 
Al comienzos del año 2008 Fellaini recibió la Bota de Ébano, un premio que anualmente se otorga en Bélgica al mejor futbolista africano o de origen africano de la Primera División. Ganando este premio importante, Fellaini pasó a formar parte de una lista llena de personalidades destacadas en el mundo del fútbol. Jugadores como Victor Ikpeba, Daniel Amokachi, Celestine Babayaro, Emile Mpenza, Ahmed Hossam Mido y Vincent Kompany han sido también merecedores de este premio.
Gracias a su rendimiento extraordinario, muchos equipos extranjeros mostraron interés en Marouane. El Real Madrid Club de Fútbol entre otros, así como también varios equipos de la Premier League como el Aston Villa FC, el Tottenham Hotspur FC y el Everton FC, intentaron atraer al centrocampista belga. Después del doble encuentro entre el Standard de Lieja y el Liverpool FC en la última ronda eliminatoria de la Liga de Campeones de la UEFA en 2008, el Everton FC logró su objetivo. Una hora antes de la fecha límite de traspaso de jugadores, Fellaini firmó un contrato por cinco años con los ‘Toffees’, pero Luciano D’Onofrio, profesional de gran capacidad y miembro de la junta directiva del Standard de Lieja, había hecho subir el precio del futbolista a la insólita cantidad de 80 millones de euros, siendo finalmente traspasado por una cantidad inicial de 15 millones de libras (18,5 millones de euros). Esta suma astronómica convirtió a Fellaini en el jugador más caro en la historia del fútbol belga, y para el Everton FC, fue el traspaso más costoso de su historia.

### Everton FC

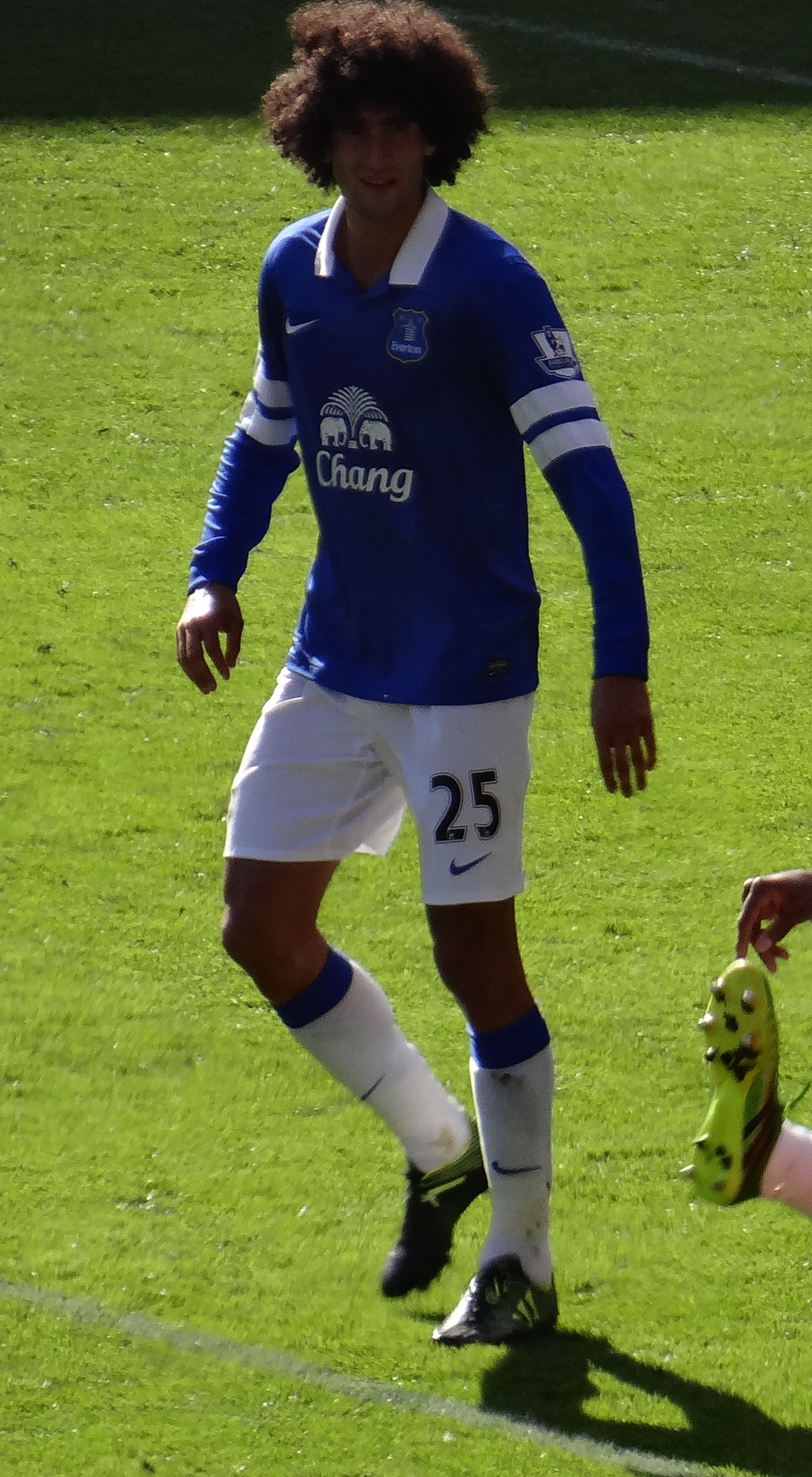
Fellaini en su última aparición en el Everton contra Cardiff City el 31 de agosto de 2013.

El 14 de septiembre de 2008 Fellaini hizo su debut en el partido fuera ganando 2-3 con su nuevo equipo ante el Stoke City FC. Debido a la presión ejercida por los aficionados en Goodison Park, causada por la cantidad elevada que fue pagada por su equipo, Fellaini tuvo dificultades para empezar con buen pie. Después de unos partidos, sin embargo, ya estaba en su elemento y el 5 de octubre marcó ya su primer gol contra el Newcastle United. Una vez que Marouane hubo anotado el tanto del empate contra el Manchester United, y una semana después, el único gol del partido contra el Bolton Wanderers FC en el nonagésimo minuto, el belga adquirió popularidad entre los seguidores de su nuevo equipo.
Con su frondosa cabellera, Fellaini también empezó a llamar la atención de la prensa inglesa. En poco tiempo, los aficionados del Everton FC comenzaron a llevar pelucas para parecerse a Fellaini y además le dieron los apodos ‘Screech’ y ‘Hairo’. En diciembre de 2008, los medios de comunicación de Inglaterra eligieron a Fellaini como el futbolista con el mejor remate de cabeza de toda la Premier League.

### Manchester United

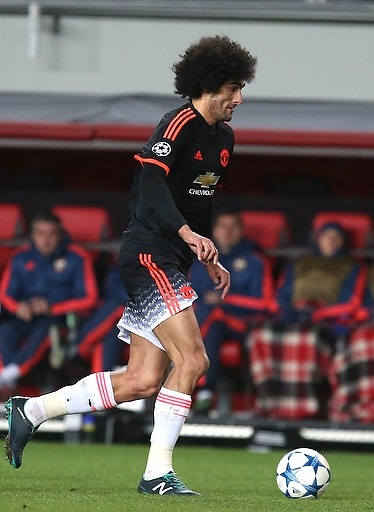
Fellaini durante la temporada 2015/16 con el Manchester United.

El 2 de septiembre de 2013, firmó por el Manchester United. El fichaje se llevó a cabo sorpresivamente el último día del plazo de fichajes, mediante un traspaso cifrado en 27.5 millones de libras (32 millones de euros). En las siguientes temporadas, sería un jugador de referencia, y un fijo para el entrenador Louis van Gaal, hasta que en la temporada 2015/16, éste le alinease en varias ocasiones como delantero centro, debido a su gran capacidad cabeceadora y a la falta de jugadores en esa posición en el equipo.
El 20 de octubre de 2014 marca su primer gol oficial con la camiseta del Manchester United en el empate a dos goles como visitantes frente al West Bromwich Albion por la Premier League.
Marca en la goleada 3-0 sobre el Tottenham Hotspur el 15 de marzo de 2015, el 12 de abril marca su primer gol en un derby de Manchester en el 4 por 2 sobre el Manchester City. Su primer gol en la Liga de Campeones de la UEFA lo hace el 18 de agosto en la victoria 3 a 1 sobre Club Brugge.
El 13 de abril de 2016 marca el gol de la victoria 1-2 frente al West Ham United por la FA Cup, 10 días después le da la victoria a su club 2 a 1 en su visita al Everton FC.
El 10 de enero marca su primer gol del año 2017 en la victoria 2 a 0 frente al Hull City. El 19 de marzo marca en la victoria 3 a 1 como visitantes en casa del Middlesbrough.

### Shandong Luneng
El 1 de febrero de 2019 se hace oficial su fichaje por el Shandong Luneng Taishan.

## Selección nacional

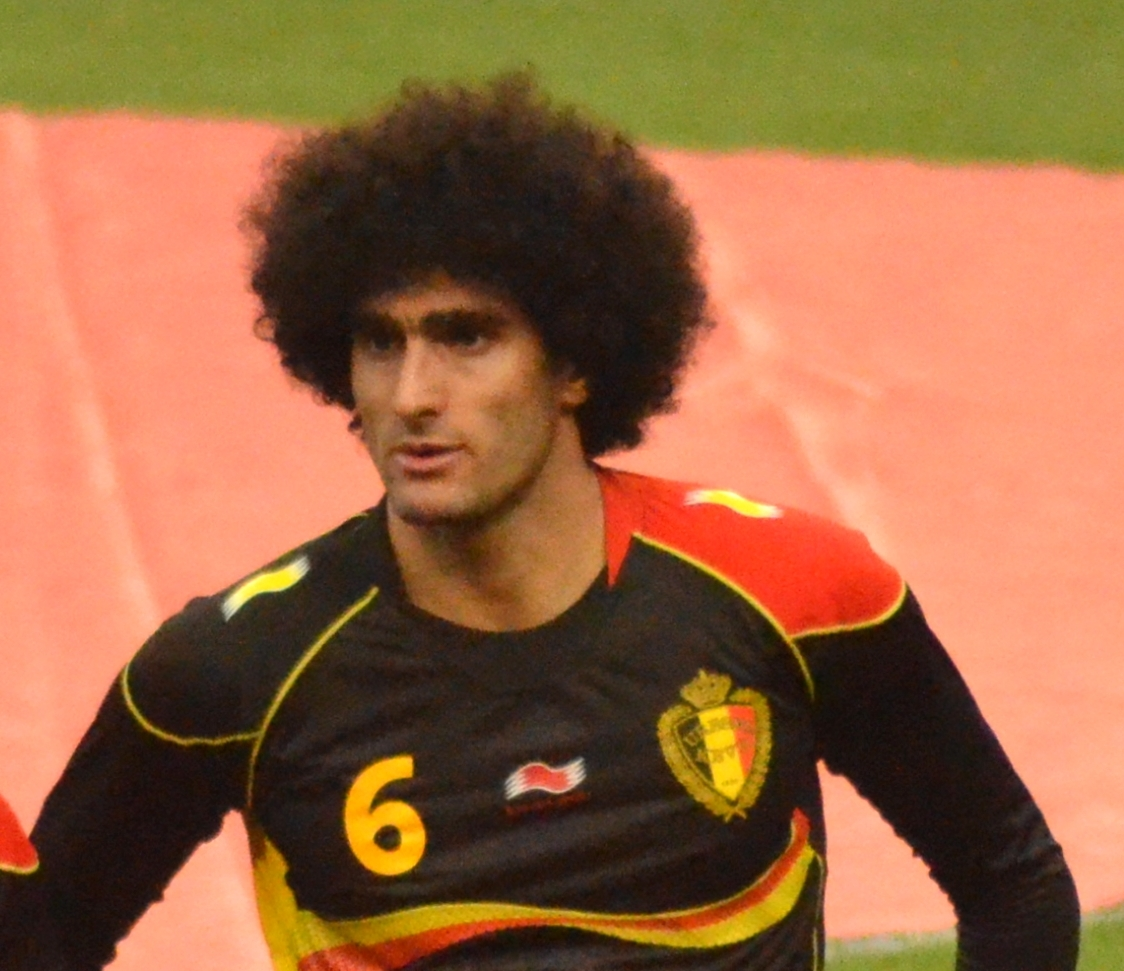
Fellaini con antes de un partido contra el 29 de mayo de 2013.

Debido al origen de sus padres, Fellaini tenía el derecho de elegir entre jugar para el equipo nacional de Marruecos o el de Bélgica. El 7 de febrero de 2007 el centrocampista jugó su primer partido internacional con el equipo belga contra la República Checa y después del partido, anunció que quería seguir jugando para su país natal y no con Marruecos. El futbolista hizo su primer gol para los Diablos Rojos de Bélgica contra Portugal en un partido de calificación para la Eurocopa 2008.
El 13 de mayo de 2014 el entrenador de la selección belga, Marc Wilmots, incluyó a Fellaini en la lista preliminar de 24 jugadores convocados, cuatro de ellos guardametas, que iniciarán la preparación para la Copa Mundial de Fútbol de 2014. El 25 de mayo le fue asignado el número 8 para el torneo.
El 4 de junio de 2018, el seleccionador Roberto Martínez lo incluyó en la lista de 23 para el Mundial.

### Participaciones en Copas del Mundo
| Mundial           | Sede   | Resultado        | Partidos | Goles |
| ----------------- | ------ | ---------------- | -------- | ----- |
| Copa Mundial 2014 | Brasil | Cuartos de final | 5        | 1     |
| Copa Mundial 2018 | Rusia  | Tercer lugar     | 5        | 1     |

## Estadísticas

### Clubes
Actualizado al último partido jugado el 23 de diciembre de 2022.
| Club                               | Temporada           | Liga  | Liga  | Liga   | Copas nacionales (*) | Copas nacionales (*) | Copas nacionales (*) | Copas internacionales (**) | Copas internacionales (**) | Copas internacionales (**) | Total | Total | Total  | Prom. · |
| Club                               | Temporada           | Part. | Goles | Asist. | Part.                | Goles                | Asist.               | Part.                      | Goles                      | Asist.                     | Part. | Goles | Asist. | Prom. · |
| ---------------------------------- | ------------------- | ----- | ----- | ------ | -------------------- | -------------------- | -------------------- | -------------------------- | -------------------------- | -------------------------- | ----- | ----- | ------ | ------- |
| Standard de Lieja · Bélgica        |                     |       |       |        |                      |                      |                      |                            |                            |                            |       |       |        |         |
| 2006-07                            | 30                  | 4     | 4     | 7      | 1                    | 0                    | 3                    | 0                          | 0                          | 40                         | 5     | 4     | 0.13   |         |
| 2007-08                            | 31                  | 6     | 1     | 5      | 1                    | 0                    | 3                    | 0                          | 0                          | 39                         | 7     | 1     | 0.18   |         |
| 2008-09                            | 3                   | 0     | 1     | 0      | 0                    | 0                    | 2                    | 0                          | 0                          | 5                          | 0     | 1     | 0      |         |
| Total                              | 64                  | 10    | 6     | 12     | 2                    | 0                    | 8                    | 0                          | 0                          | 84                         | 12    | 6     | 0.14   |         |
| Everton F. C. Inglaterra           |                     |       |       |        |                      |                      |                      |                            |                            |                            |       |       |        |         |
| 2008-09                            | 30                  | 8     | 3     | 5      | 2                    | 1                    | 0                    | 0                          | 0                          | 35                         | 10    | 4     | 0.29   |         |
| 200910                             | 23                  | 2     | 3     | 4      | 0                    | 0                    | 7                    | 1                          | 1                          | 34                         | 3     | 4     | 0.09   |         |
| 2010-11                            | 20                  | 1     | 2     | 5      | 2                    | 1                    | 0                    | 0                          | 0                          | 25                         | 3     | 3     | 0.12   |         |
| 2011-12                            | 34                  | 3     | 6     | 9      | 2                    | 1                    | 0                    | 0                          | 0                          | 43                         | 5     | 7     | 0.12   |         |
| 2012-13                            | 31                  | 11    | 6     | 5      | 1                    | 2                    | 0                    | 0                          | 0                          | 36                         | 12    | 8     | 0.33   |         |
| 2013-14                            | 3                   | 0     | 0     | 1      | 1                    | 0                    | 0                    | 0                          | 0                          | 4                          | 1     | 0     | 0.25   |         |
| Total                              | 141                 | 25    | 20    | 29     | 7                    | 5                    | 7                    | 1                          | 1                          | 177                        | 33    | 26    | 0.19   |         |
| Manchester United F. C. Inglaterra |                     |       |       |        |                      |                      |                      |                            |                            |                            |       |       |        |         |
| 2013-14                            | 16                  | 0     | 3     | 0      | 0                    | 0                    | 5                    | 0                          | 1                          | 21                         | 0     | 4     | 0      |         |
| 2014-15                            | 27                  | 6     | 0     | 4      | 1                    | 1                    | 0                    | 0                          | 0                          | 31                         | 7     | 1     | 0.23   |         |
| 2015-16                            | 18                  | 1     | 0     | 8      | 2                    | 1                    | 8                    | 1                          | 1                          | 34                         | 4     | 2     | 0.12   |         |
| 2016-17                            | 28                  | 1     | 0     | 8      | 2                    | 0                    | 11                   | 1                          | 2                          | 47                         | 4     | 2     | 0.09   |         |
| 2017-18                            | 16                  | 4     | 0     | 3      | 0                    | 0                    | 4                    | 1                          | 1                          | 23                         | 5     | 1     | 0.22   |         |
| 2018-19                            | 14                  | 0     | 2     | 2      | 1                    | 0                    | 5                    | 1                          | 0                          | 21                         | 2     | 2     | 0.1    |         |
| Total                              | 119                 | 12    | 5     | 25     | 6                    | 2                    | 33                   | 4                          | 5                          | 177                        | 22    | 12    | 0.12   |         |
| Shandong Luneng Taishan China      |                     |       |       |        |                      |                      |                      |                            |                            |                            |       |       |        |         |
| 2019                               | 22                  | 8     | 4     | 4      | 1                    | 0                    | 8                    | 4                          | 1                          | 34                         | 13    | 5     | 0.38   |         |
| 2020                               | 18                  | 5     | 0     | 5      | 3                    | 0                    | 0                    | 0                          | 0                          | 23                         | 8     | 0     | 0.35   |         |
| 2021                               | 19                  | 10    | 0     | 2      | 1                    | 0                    | 0                    | 0                          | 0                          | 21                         | 11    | 0     | 0.52   |         |
| 2022                               | 28                  | 7     | 4     | 0      | 0                    | 0                    | 0                    | 0                          | 0                          | 28                         | 7     | 4     | 0.25   |         |
| Total                              | 87                  | 30    | 8     | 11     | 5                    | 0                    | 8                    | 4                          | 1                          | 106                        | 39    | 9     | 0.37   |         |
| Total en su carrera                | Total en su carrera | 402   | 71    | 39     | 77                   | 20                   | 7                    | 56                         | 9                          | 7                          | 544   | 106   | 53     | 0.19    |

- (*) Beker van België, FA Cup, Copa de la Liga y Chinese FA Cup
- (**) UEFA Europa League, UEFA Champions League y AFC Champions League

### Selecciones
Actualizado al último partido jugado el 10 de julio de 2018.
| Selección | Temporada | Amistosos | Amistosos | Amistosos | Clasificación | Clasificación | Clasificación | Eurocopa | Eurocopa | Eurocopa | Mundial | Mundial | Mundial | Total | Total | Total  |
| Selección | Temporada | Part.     | Goles     | Asist.    | Part.         | Goles         | Asist.        | Part.    | Goles    | Asist.   | Part.   | Goles   | Asist.  | Part. | Goles | Asist. |
| --------- | --------- | --------- | --------- | --------- | ------------- | ------------- | ------------- | -------- | -------- | -------- | ------- | ------- | ------- | ----- | ----- | ------ |
| Bélgica   |           |           |           |           |               |               |               |          |          |          |         |         |         |       |       |        |
| 2007      | 1         | 0         | 0         | 7         | 1             | 0             | -             | -        | -        | -        | -       | -       | 8       | 1     | 0     |        |
| 2008      | 2         | 0         | 0         | 4         | 1             | 1             | -             | -        | -        | -        | -       | -       | 6       | 1     | 1     |        |
| 2009      | 3         | 1         | 1         | 4         | 0             | 0             | -             | -        | -        | -        | -       | -       | 7       | 1     | 1     |        |
| 2010      | 1         | 0         | 0         | 4         | 1             | 0             | -             | -        | -        | -        | -       | -       | 5       | 1     | 0     |        |
| 2011      | 4         | 0         | 0         | 2         | 1             | 0             | -             | -        | -        | -        | -       | -       | 6       | 1     | 0     |        |
| 2012      | 4         | 0         | 0         | 2         | 0             | 0             | -             | -        | -        | -        | -       | -       | 6       | 0     | 0     |        |
| 2013      | 4         | 1         | 0         | 5         | 1             | 0             | -             | -        | -        | -        | -       | -       | 9       | 2     | 0     |        |
| 2014      | 5         | 1         | 1         | 3         | 0             | 0             | -             | -        | -        | 5        | 1       | 0       | 13      | 2     | 1     |        |
| 2015      | 1         | 2         | 1         | 5         | 4             | 0             | -             | -        | -        | -        | -       | -       | 6       | 6     | 1     |        |
| 2016      | 4         | 0         | 0         | 2         | 0             | 0             | 3             | 0        | 0        | -        | -       | -       | 9       | 0     | 0     |        |
| 2017      | 1         | 1         | 0         | 4         | 0             | 0             | -             | -        | -        | -        | -       | -       | 5       | 1     | 0     |        |
| 2018      | 2         | 1         | 0         | 0         | 0             | 0             | -             | -        | -        | 5        | 1       | 0       | 7       | 2     | 0     |        |
| Total     | Total     | 32        | 7         | 3         | 42            | 9             | 1             | 3        | 0        | 0        | 10      | 2       | 0       | 87    | 18    | 4      |

## Palmarés

### Campeonatos nacionales
| Título             | Club              | Sede       | Año     |
| ------------------ | ----------------- | ---------- | ------- |
| División 1         | Standard de Lieja | Bélgica    | 2007-08 |
| Pro League         | Standard de Lieja | Bélgica    | 2008-09 |
| FA Cup             | Manchester United | Inglaterra | 2015-16 |
| Community Shield   | Manchester United | Inglaterra | 2016    |
| Copa de la Liga    | Manchester United | Inglaterra | 2016-17 |
| Chinese FA Cup     | Shandong Taishan  | China      | 2020    |
| Chinese FA Cup     | Shandong Taishan  | China      | 2021    |
| Superliga de China | Shandong Taishan  | China      | 2021    |

### Campeonatos internacionales
| Título      | Club              | Sede  | Año     |
| ----------- | ----------------- | ----- | ------- |
| Liga Europa | Manchester United | Solna | 2016-17 |